# Хыртопул-Мик
Хыртопул-Мик, Гыртопул-Мик (рум. Hîrtopul Mic — «Малый Гыртоп») — село в Криулянском районе Молдавии. Наряду с селом Большой Хыртоп входит в состав коммуны Большой Хыртоп.

## География
Село расположено на высоте 162 метров над уровнем моря.

## Население
По данным переписи населения 2004 года, в селе Хыртопул-Мик проживает 1417 человек (690 мужчин, 727 женщин).
Этнический состав села:
| Национальность | Число жителей | Процентный состав |
| -------------- | ------------- | ----------------- |
| молдаване      | 1409          | 99.44             |
| русские        | 5             | 0.35              |
| украинцы       | 1             | 0.07              |
| румыны         | 1             | 0.07              |
| прочие         | 1             | 0.07              |
| Всего          | 1417          | 100%              |